# 부댕 (음식)

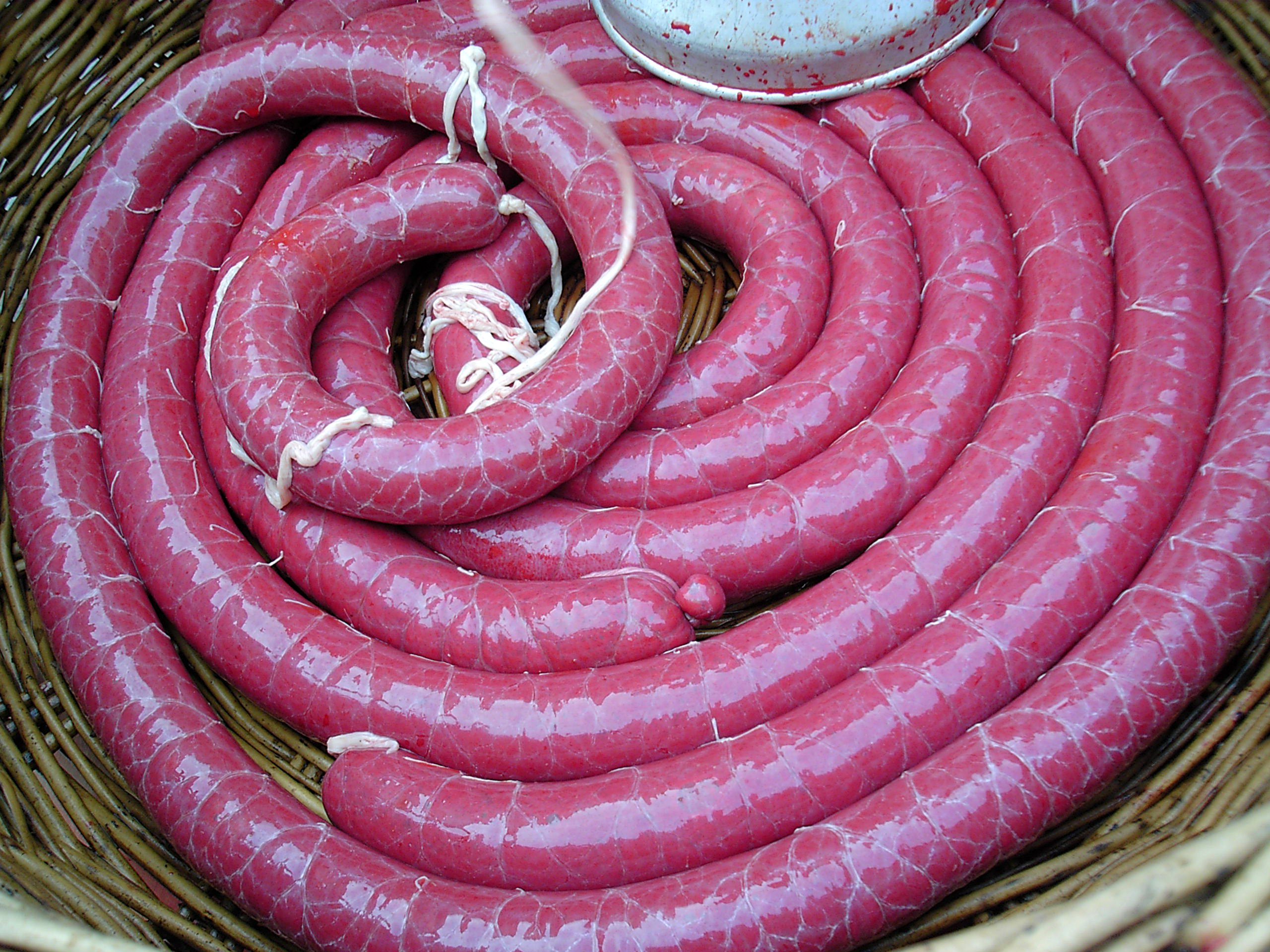
부댕 누아르 (Boudin noir)

부댕(프랑스어: Boudin)은 프랑스식 선지 소시지로, 돼지피에 달걀, 우유, 빵가루 등을 넣고 속을 만들어 넣은 요리이다. 추가되는 재료는 프랑스, 룩셈부르크, 벨기에, 스위스, 퀘벡, 아카디아, 아오스탄, 루이지애나 크리올 및 케이준 요리에 따라 다르다.

## 같이 보기
- 블랙 푸딩
- 선지 소시지
- 화이트 푸딩